# Krigsåret 1992

## Pågående krig
- Bosnienkriget (1992-1995)[1]
  - Bosnien och Hercegovina
  - Herceg-Bosna och Kroatien
  - Republika Srpska

- Inbördeskriget i El Salvador (1979-1992)[2]

- Kroatiska självständighetskriget (1991-1995)[1]
  - Kroatien på ena sidan
  - Jugoslaviens armé, JNA och Republika Srpska Krajina på andra sidan.

## Händelser

### Januari
- 12 - Kroatisk seger i Slaget om Osijek.

#### April
- April - Början av Bosnienkriget
- 3 - Kroatiska HVO inleder Slaget om Mostar.

### Maj
- 3 maj – Serberna anfaller Sarajevo.

### December
- December - USA invaderar Somalia för att fånga Mr Aidid, men misslyckas. Cirka 3000 av USA:s soldater dör i kasastrofen. USA drar sig tillbaka 1994 efter förlust.

### Fotnoter
1. 1 2  ”World Statesmen”. http://www.worldstatesmen.org/WARS.html. Läst 28 juni 2011.
2. ↑  ”Chronological List of All Wars”. Arkiverad från originalet den 9 oktober 2014. https://web.archive.org/web/20141009082543/http://www.correlatesofwar.org/COW2%20Data/WarData_NEW/WarList_NEW.pdf. Läst 29 juni 2011.